# Cynanthus
Cynanthus és un gènere d'ocells de la subfamília dels troquilins (Trochilinae) dins la família dels troquílids (Trochilidae).

## Llista d'espècies
Aquest gènere està format per 6 espècies:
- colibrí becample (Cynanthus latirostris).
- colibrí de Doubleday (Cynanthus doubledayi).
- colibrí de les Marías (Cynanthus lawrencei).
- colibrí maragda de Canivet (Cynanthus canivetii).
- colibrí maragda de Cozumel (Cynanthus forficatus).
- colibrí maragda de Mèxic (Cynanthus auriceps).